# Condado de Chemung
O Condado de Chemung (em inglês:  Chemung County) é um dos 62 condados do Estado americano de Nova Iorque. A sede e cidade mais populosa do condado é Elmira. Foi fundado em 29 de março de 1836.
O condado tem uma área de 1 064 km², dos quais 1 057 estão cobertos por terra e 7 km² por água, uma população de 88 830 habitantes, e uma densidade populacional de 84 hab/km² (segundo o censo nacional de 2010).